# MHTML
網頁封存檔（英語：或，缩写mhtml）是種儲存檔案格式，在RFC 2110中定義，後經RFC 2557修訂。微軟稱之單一檔案網頁或单个文件网页（Single-File Web Page）。
其以多用途互聯網郵件擴展格式，應用HTML郵件訊息相同技術開發，將一個多附件網頁（如包含大量圖片、Flash動畫、Java小程序的網頁）儲存成單一檔案，副檔名為.mht（IE）或.mhtml（Chromium），支援瀏覽器對此兩種副檔名皆可設定讀取。由於IE最早使用，有時被簡稱MHT。

## 與HTML差異
HTML頁面中的圖形和其他功能可以分開存放，需要原始文件上引用，也可以通過data URI scheme等途徑嵌入其中。MHTML則把網頁及其附件皆儲存為單一檔案。

## 創建及編輯
Microsoft Office（Word、Excel、PowerPoint、Access）能夠創建及編輯MHTML檔案。
在Linux平台上，程式kmhtConvert可將文件轉換為MHTML格式。

## 浏览器的支持
有些瀏覽器具有原生的这种把網頁保存為MHTML的方式，而有些瀏覽器可直接通過第三方的擴展支持MHTML格式。由於保存為MHTML的方式未經標準化，因此各瀏覽器讀取的效果略有不同。

### Internet Explorer
Microsoft Internet Explorer自5.0版支持MHTML格式，是第一個支持MHTML文件的瀏覽器。

### Opera
Opera自9.0版支持把網頁保存為MHTML文件，或讀取MHTML文件。但基於WebKit/Blink的Opera 15卻未提供此功能，直到Opera 16才恢復。
現時通過opera://flags#save-page-as-mhtml啟用實驗性的選項。

### Firefox
Firefox不支援讀寫MHT文件。在57.0之前有兩個這樣的擴展是免費提供的，如Mozilla Archive Format （页面存档备份，存于）、UnMHT。

### Google Chrome
在Chrome 86版中，创建MHTML文件的功能已默认启用。

### Safari
Safari不提供对MHTML的支持，代之以苹果公司自创的Webarchive格式，OS X的版本中还提供保存为PDF选项。也有人试图为Safari创建读写MHTML文件的扩展。

### Konqueror
Konqueror需要使用mhtconv （页面存档备份，存于）扩展以实现对MHTML的支持。

### ACCESS NetFront
NetFront 3.4（像是索尼爱立信K850等设备上的）可读取或保存MHTML文件。

### Pale Moon
Pale Moon需要安裝MHT文件讀寫的擴展。有一個這樣的擴展是免費提供的，即MozArchiver （页面存档备份，存于）。

### GNOME Web
最近的GNOME Web版本可以存取MHTML。

### Vivaldi
Vivaldi可以通過vivaldi://flags#save-page-as-mhtml啟用實驗性的選項。

### MHT阅读器
一些商业或民间开发者设计了MHT文件阅读器，还提供转换为其它格式（如转换为PDF）的选项。

## 格式
MHTML檔案的第一部分是電子郵件檔頭，第二部分是常規的HTML源碼，後續部分是由各自的URL標識的附件，并以base64格式編碼。
該檔案與 .eml（電子郵件）具有互換性，二者的副檔名可以相互交換。一份 .eml 檔案可以作為電子郵件發送，也可以通過電郵客戶端顯示，一條電郵資訊可以用 .mhtml 或 .mht 副檔名存儲，並通過一些網頁瀏覽器或者文本編輯器顯示。
示例如下：
```
Subject:
標題

Date:
 
Wed, 15 Dec 2004 10:05:01 +1000

Content-Type:
 
multipart
/
related
;

Content-Transfer-Encoding:
 
quoted-printable

Content-Location:
 
file://C:/
fishier.html

This is a multi-part message in MIME format.

Content-Type:
 
text
/
html
;

<HTML>

 <HEAD>

  <TITLE>Title</TITLE>

 </HEAD>

 <BODY>

   ...

 </BODY>

</HTML>

Content-Type: image/gif
Content-Transfer-Encoding: base64
Content-Location: file://C:/image.gif
RHLJbDYX0KhHzv7yGcCgghhgHLJbDYX0KhHzv7yGcChkNdjn+Nfn+NXm98/i98rf9sfe9b/Z9L3X
87fU8qP8afL8AHzvfg7yGcChkNIwMZHLJbDYX0KhHzv37yGcChkNIw2Oj5AAAZIAlhAAACwAAAAA
er8JhHg8PhgQBrPZwG673+6CoUCv2+91gn5PGPT7fgOCg4SFhQKIiYoCAY2Oj5AAAZIAlJWXACEA
4SFh==

```

其中Subject为文档标题，Content-Type为文件的MIME属性，Content-Location为原始文件的地址，Content-Transfer-Encoding为编码格式。